# Coppa Libertadores 1981
L'edizione 1981 della Coppa Libertadores venne vinta dal Flamengo (BRA) che sconfisse il Cobreloa (CHI) in finale.

## Fase a gironi
Nacional accede direttamente al secondo turno in quanto campione in carica.

### Gruppo 1
| Squadra         | Pti | G | V | N | P | GF | GS | DR  |
| --------------- | --- | - | - | - | - | -- | -- | --- |
| Deportivo Cali  | 8   | 6 | 4 | 0 | 2 | 10 | 6  | 4   |
| River Plate     | 7   | 6 | 3 | 1 | 2 | 9  | 6  | 3   |
| Rosario Central | 6   | 6 | 3 | 0 | 3 | 11 | 7  | 4   |
| Atlético Junior | 3   | 6 | 1 | 1 | 4 | 3  | 14 | -11 |

### Gruppo 2
| Squadra               | Pti | G | V | N | P | GF | GS | DR  |
| --------------------- | --- | - | - | - | - | -- | -- | --- |
| Peñarol               | 11  | 6 | 5 | 1 | 0 | 13 | 3  | 10  |
| Bella Vista           | 9   | 6 | 4 | 1 | 1 | 16 | 5  | 11  |
| Estudiantes de Mérida | 2   | 6 | 0 | 2 | 4 | 5  | 14 | -9  |
| Portuguesa            | 2   | 6 | 0 | 2 | 4 | 1  | 13 | -12 |

### Gruppo 3
| Squadra          | Pti | G | V | N | P | GF | GS | DR |
| ---------------- | --- | - | - | - | - | -- | -- | -- |
| Flamengo         | 8   | 6 | 2 | 4 | 0 | 14 | 9  | 5  |
| Atlético Mineiro | 8   | 6 | 2 | 4 | 0 | 8  | 6  | 2  |
| Cerro Porteño    | 4   | 6 | 1 | 2 | 3 | 9  | 12 | -3 |
| Olimpia          | 4   | 6 | 0 | 4 | 2 | 1  | 5  | -4 |

| Spareggio primo posto | Ris. |
| --------------------- | ---- |
| Flamengo              | 0    |
| Atlético Mineiro      | 0    |

- Partita sospesa al 37' poiché l'Atlético era rimasto in 6 uomini dopo 5 espulsioni e vinta a tavolino dal Flamengo.

### Gruppo 4
| Squadra               | Pti | G | V | N | P | GF | GS | DR |
| --------------------- | --- | - | - | - | - | -- | -- | -- |
| The Strongest         | 8   | 6 | 4 | 0 | 2 | 13 | 9  | 4  |
| Jorge Wilstermann     | 8   | 6 | 4 | 0 | 2 | 9  | 9  | 0  |
| Barcelona             | 6   | 6 | 3 | 0 | 3 | 8  | 8  | 0  |
| Técnico Universitário | 2   | 6 | 1 | 0 | 5 | 11 | 15 | -4 |

| Spareggio primo posto | Ris |
| --------------------- | --- |
| The Strongest         | 1   |
| Jorge Wilstermann     | 4   |

### Gruppo 5
| Squadra              | Pti | G | V | N | P | GF | GS | DR  |
| -------------------- | --- | - | - | - | - | -- | -- | --- |
| Cobreloa             | 9   | 6 | 3 | 3 | 0 | 14 | 3  | 11  |
| Sporting Cristal     | 8   | 6 | 3 | 2 | 1 | 9  | 11 | -2  |
| Universidad de Chile | 6   | 6 | 2 | 2 | 2 | 8  | 6  | 2   |
| Atlético Torino      | 1   | 6 | 0 | 1 | 5 | 5  | 16 | -11 |

## Semifinali

### Gruppo A
| Squadra           | Pti | G | V | N | P | GF | GS | DR |
| ----------------- | --- | - | - | - | - | -- | -- | -- |
| Flamengo          | 8   | 4 | 4 | 0 | 0 | 10 | 2  | 8  |
| Deportivo Cali    | 3   | 4 | 1 | 1 | 2 | 2  | 5  | -3 |
| Jorge Wilstermann | 1   | 4 | 0 | 1 | 3 | 3  | 8  | -5 |

### Gruppo B
| Squadra  | Pti | G | V | N | P | GF | GS | DR |
| -------- | --- | - | - | - | - | -- | -- | -- |
| Cobreloa | 7   | 4 | 3 | 1 | 0 | 9  | 5  | 4  |
| Nacional | 3   | 4 | 0 | 3 | 1 | 5  | 6  | -1 |
| Peñarol  | 2   | 4 | 0 | 2 | 2 | 4  | 7  | -3 |

## Finale
| Arbitro: | Esposito |

|               |           |             |
| Zico 12’, 30’ | Marcatori | 65’ Merello |

| Arbitro: | Barreto |

|             |           |  |
| Merello 79’ | Marcatori |  |

| Arbitro: | Cerullo |

|               |           |  |
| Zico 18’, 79’ | Marcatori |  |